# Fabrice Martin
Fabrice Martin (Bayonne, 11 settembre 1986) è un tennista francese.
Specialista del doppio, è stato finalista al Roland Garros 2019 in coppia con Jérémy Chardy, ha vinto 8 titoli del circuito maggiore e la sua miglior posizione nel ranking ATP è stata la 19ª nell'aprile 2023. In singolare non è andato oltre il 228º posto mondiale e dal 2019 gioca esclusivamente in doppio.

## Carriera

### 2004-2008 - Inizi tra i professionisti e primi titoli ITF
Fa le sue prime apparizioni tra i professionisti nel 2004 giocando tre tornei Futures in Messico e Colombia e vince in totale un solo incontro in singolare. Nel 2005 raggiunge in singolare tre semifinali nei Futures, e una in doppio. Anche l'anno successivo non va oltre le semifinali nei Futures, fa inoltre il suo esordio in singolare nel circuito Challenger con due sconfitte al primo turno a Leon e a Nottingham. Nel 2007 disputa la prima finale in carriera nel torneo di doppio del Futures Great Britain F13 in coppia con Daniel King-Turner e vengono sconfitti da Ian Flanagan e Brydan Klein per 6-3, 6-1.
Nel giugno 2008 alza il primo trofeo da professionista vincendo in doppio il Futures Norway F1 assieme a Lance Vodicka superando in finale Thomas Kromann e Renato Silveira. Il primo titolo in singolare arriva il 10 agosto al Venezuela F6 battendo in finale Roberto Maytín 7-5, 6-4. Chiuderà il 2008 vincendo altri quattro Futures in doppio, mentre in singolare perderà l'altra finale disputata. Nel corso della stagione vince inoltre i primi incontri nei tabelloni principali di un Challenger a Puebla, uno in singolare contro Zack Fleishman e uno nel torneo di doppio in coppia con Marcel Felder.

### 2009-2012 - Unico titolo Challenger in singolare ed esordi nel circuito maggiore
Anche nel 2009 si mette in luce soprattutto in doppio raggiungendo nei Futures le uniche sei finali della stagione, e vince solo quella del France F12 in coppia con Adil Shamasdin. Nel 2010 vince cinque titoli Futures in doppio e torna a vincerne uno anche in singolare. Vince anche un paio di incontri di primo turno nei tornei Challenger e fa le sue prime esperienze nelle qualificazioni in singolare di tornei ATP al Rosmalen Open, dove vince un incontro, e all'Open Sud de France. Nel 2011 entra nel tabellone di qualificazione al torneo ATP del Queen's ed esce di scena al secondo incontro. A luglio conquista il primo e unico titolo Challenger in carriera in singolare a Recanati battendo in finale Kenny de Schepper per 6–1, 6-7, 7-6; nel torneo di doppio viene eliminato in semifinale. Continua a raccogliere successi in doppio nei Futures vincendo cinque tornei.
Nel 2012 entra per cinque volte nei tabelloni di qualificazione in singolare del circuito maggiore, tra cui quelli degli Australian Open e del Roland Garros, e vince solo un incontro a Montpellier. Torna a disputare la finale al Challenger di Recanati e viene sconfitto da Simone Bolelli. A luglio raggiunge il 228º posto nella classifica ATP di singolare, che rimarrà il suo best ranking in carriera nella specialità. In doppio debutta in un tabellone principale ATP con una vittoria al primo turno nello stesso torneo di Montpellier in coppia con Kenny De Schepper battendo Flavio Cipolla e Michail Elgin per 6-4, 6-2, prima di essere eliminati nei quarti di finale da Paul Hanley e Jamie Murray. Vince inoltre in doppio nei Futures gli unici quattro titoli stagionali.

### 2013-2014 - Primi titoli Challenger e top 140 in doppio
Nel 2013 prova nuovamente invano le qualificazioni nei tornei ATP di Montpellier, Marsiglia, del Queen's, Eastbourne e per la prima volta in un torneo ATP World Tour 500 series a Barcelona, dove perde da Jan-Lennard Struff per 4-6, 6-4, 6-1. In doppio fa il suo esordio in un torneo dello Slam al Roland Garros in coppia con Jonathan Eysseric perdendo dai numeri uno del mondo Bob e Mike Bryan per 6-3, 6-4,. Esce al primo turno anche a Montpellier in coppia con Kenny De Schepper. Vince in stagione due tornei Challenger in coppia con James Cluskey a Istanbul e all'Internationaux de Tennis de Vendee con Hugo Nys.
Apre il 2014 entrando per la prima volta nella top 200 di doppio, mentre in singolare vince a gennaio l'ultimo titolo della specialità al Futures Germany F1 e fallisce nuovamente la qualificazione al torneo di Montpellier in febbraio. A luglio disputa la sua ultima finale in singolare in carriera al Challenger de Granby e perde in tre set contro Hiroki Moriya. Il mese dopo esce nelle qualificazioni anche al Masters 1000 canadese, dove supera il numero 56 ATP Benjamin Becker in tre set per poi cedere a Michael Russell nel secondo turno. In doppio raggiunge quattro finali Challenger senza conquistare titoli, vince inoltre due titoli in quattro finali Futures. Perde nuovamente al primo turno al Roland Garros e a Montpellier in doppio in coppia rispettivamente con Nys e De Schepper. A ottobre porta il best ranking alla 139ª posizione.

### 2015 - Prima finale ATP e top 70 in doppio
L'8 febbraio raggiunge in doppio la prima finale del circuito maggiore a Zagabria in coppia con Purav Raja e vengono sconfitti da Marin Draganja e Henri Kontinen con un doppio 6-4. Vengono poi eliminati nelle qualificazioni al torneo di Dubai da Andrej Golubev e Denis Istomin, mentre accede al tabellone principale in singolare superando Evgenij Donskoj e Borna Ćorić, e perde di nuovo da Golubev al primo turno in due set. Nel corso della stagione raggiunge in doppio le semifinali di Newport e Bogotà e i quarti di finale a Mosca in coppia con Tomasz Bednarek. Nei tornei del Grande Slam supera le qualificazioni a Wimbledon, in coppia con Raja e perdono al primo turno da Jonathan Marray e Frederik Nielsen. A fine torneo entra per la prima volta nella top 100.
Ormai concentrato nel doppio, disputa il suo ultimo incontro stagionale in singolare ad agosto e subito dopo vince il suo primo incontro in una prova del Grande Slam agli US Open in coppia con Adrian Mannarino, superando al primo turno Steve Darcis e Benoit Paire in due set, per poi perdere da Raven Klaasen e Rajeev Ram per 4-6, 7–6, 6-1. Nel corso della stagione vince inoltre i Challenger di doppio a Portorose con Raja, a Stettino e Orleans con Tristan Lamasine e a ottobre sale alla 66ª posizione mondiale.

### 2016 - Primi due titoli ATP, terzo turno a Wimbledon e 33º nel ranking
Il 10 gennaio 2016 conquista il primo titolo in carriera in doppio in coppia con Oliver Marach sul cemento di Chennai, superando in finale Austin Krajicek e Benoît Paire per 6-3, 7-5. Al suo esordio in doppio agli Australian Open in coppia con Marach supera il primo turno prima di arrendersi alle teste di serie nº 12 Juan Sebastián Cabal e Robert Farah per 2-6, 1-6. A fine febbraio conquista il secondo titolo con Marach a Delray Beach. Raggiunge a Wimbledon il terzo turno in uno Slam per la prima volta in carriera, mentre agli US Open si ferma al secondo turno e a fine torneo porta il best ranking alla 33ª posizione. Raggiunge inoltre con Marach altre tre finali a Stoccarda, Shenzen e la prima di categoria ATP 500 a Vienna, persa per 11-13 nel terzo e decisivo set contro Łukasz Kubot e Marcelo Melo. Nell'arco della stagione disputa in singolare solo tre qualificazioni ATP, le supera solo a Stoccarda ed esce di scena al primo turno.

### 2017 - Terzo titolo ATP
Inizia il 2017 conquistando il titolo al Qatar Open ATP di Doha in coppia con Jérémy Chardy, superando in finale Vasek Pospisil e Radek Štěpánek col punteggio di 6-4, 7–6(3). La settimana seguente perde al primo turno del Apia International Sydney. All'Australian Open non a oltre il secondo turno. Raggiunge poi la seconda finale stagione a Montpellier dove in coppia con Daniel Nestor viene sconfitto per 4-6, 7–6(3), [7-10] da Alexander e Miša Zverev. Il 7 maggio nella finale del BMW Open di Monaco di Baviera in coppia con Chardy viene sconfitto da Juan Sebastián Cabal e Robert Farah con un doppio 6-3. Esce poi al primo turno del Roland Garros sia in doppio che in doppio misto. Non va meglio a Wimbledon, dove viene sconfitto al secondo turno in entrambe le specialità. Raggiunge i quarti di finale in Canada per la prima volta in carriera. Agli US Open raggiunge per la prima volta il terzo turno in doppio e il secondo nel misto. Il 29 ottobre raggiunge la finale allo Swiss Indoors di Basilea, dove in coppia con Édouard Roger-Vasselin viene sconfitto da Ivan Dodig e Marcel Granollers per 5-7, 6-7. Si mantiene per tutta la stagione nella top 50 e chiude al 33º posto.

### 2018 - Discesa nel ranking
Dopo due sconfitte premature a Sydney e Brisbane, raggiunge per la prima volta il terzo turno agli Australian Open, mentre in doppio misto non va oltre il primo turno. Non supera il secondo turno nei tornei successivi e a maggio scende al 55º posto, raggiunge poi la semifinale a Lione e riprende la discesa nel ranking uscendo al primo turno al Roland Garros e a Wimbledon, mentre conferma il terzo turno dell'anno precedente agli US Open. Disputa con Hugo Nys l'unica finale stagionale al Cary Challenger e vengono sconfitti da Evan King e Hunter Reese. A ottobre scende all'88º posto mondiale e chiude la stagione all'86º.

### 2019 - Finale al Roland Garros, due titoli ATP e top 30, ultimi incontri in singolare
Inizia la stagione col secondo turno agli Australian Open. Inizia la risalita vincendo il Challenger di Quimper con Hugo Nys ma soprattutto conquistando il quarto titolo ATP a Marsiglia, dove in coppia con Jérémy Chardy supera in finale Ben McLachlan e Matwé Middelkoop col punteggio di 6-3, 6-7, [10-3] e risale alla 77ª posizione. Perde la finale del Challenger di Lilla e vince quello di Saint-Brieuc. A maggio conquista il suo quinto titolo ATP all'Estoril Open, dove di nuovo con Chardy sconfigge in finale Luke Bambridge e Jonny O'Mara col punteggio di 7-5, 7–6. Perde la finale del Heilbronner Neckarcup Challenger e le semifinali all'ATP 250 di Ginevra. La settimana successiva sempre in coppia con Chardy raggiunge la sua prima finale Slam in carriera al Roland Garros, eliminano tra gli altri le teste di serie nº 1 Łukasz Kubot e Marcelo Melo e le nº 3 Juan Sebastián Cabal e Robert Farah e vengono sconfitti da Kevin Krawietz e Andreas Mies, a loro volta alla prima finale Slam, con il punteggio di 2-6, 6-7. Con questo risultato si porta alla 28ª posizione mondiale, nuovo miglior ranking.
Raggiunge i quarti di finale a Queen's, sempre in coppia con Chardy, e la settimana seguente si spinge fino alla semifinale a Eastbourne in coppia con Édouard Roger-Vasselin. Viene eliminato al secondo turno a Wimbledon sia in doppio che nel misto. Si spinge fino ai quarti a Montreal e al terzo turno agli US Open per il terzo anno consecutivo, mentre arriva nei quarti di finale per la prima volta in doppio misto. Perde la finale a Chengdu assieme a Jonathan Erlich contro Nikola Ćaćić e Dušan Lajović. Dopo la semifinale a Stoccolma in coppia con Wesley Koolhof, chiude la stagione raggiungendo i quarti a Basilea e Parigi con Chardy. Nel corso della stagione disputa gli ultimi incontri in singolare della carriera.

### 2020 - Sesto titolo, finale a Roma e 22º nel ranking
Apre la stagione uscendo nei quarti a Doha, mentre in coppia con Máximo González conquista il sesto titolo in carriera ad Adelaide superando in finale Ivan Dodig e Filip Polášek col punteggio di 7-6 6-3. Agli Australian Open, sempre con González, si ferma al secondo turno e porta il best ranking alla 22ª posizione. Raggiunge poi la semifinale a Córdoba e i quarti a Rio. Con Adrian Mannarino raggiunge la semifinale ad Acapulco. Dopo il lungo stop dovuto alla pandemia, con Chardy esce al primo turno al Cincinnati Open e agli US Open. La settimana successiva raggiungono la finale a Roma, la prima per Martin in un Masters 1000, e vengono sconfitti da Marcel Granollers e Horacio Zeballos col punteggio di 4-6, 7-5, [8-10]. Eliminati nei quarti ad Amburgo, cedono al terzo turno contro Rajeev Ram e Joe Salisbury al Roland Garros, dove Martin difendeva la finale dell'anno prima. Cambia poi tre compagni e il primo risultato di rilievo è la semifinale raggiunta a Vienna con Farah, persa contro Jamie Murray e Neal Skupski. Chiude la stagione a Sofia e in coppia con Hugo Nys perde di nuovo in semifinale contro Murray / Skupski.

### 2021
Inizia la stagione ad Adalia con Chardy e cedono in semifinale contro Ivan Dodig e Filip Polášek. Dopo il periodo di quarantena australiano, prendono parte al Murray River Open e raggiungono la prima finale stagionale, persa contro Nikola Mektić e Mate Pavić per 7-6, 6-3, mentre agli Australian Open non superano il primo turno.

## Statistiche

### Doppio

#### Vittorie (8)
| Legenda              |
| Grande Slam (0)      |
| ATP Finals (0)       |
| ATP Masters 1000 (0) |
| ATP Tour 500 (1)     |
| ATP Tour 250 (7)     |

| N. | Data             | Torneo                            | Superficie  | Compagno        | Avversari in finale              | Punteggio            |
| 1. | 10 gennaio 2016  | Chennai Open, Chennai             | Cemento     | Oliver Marach   | Austin Krajicek Benoît Paire     | 6-3, 7-5             |
| 2. | 21 febbraio 2016 | Delray Beach Open, Delray Beach   | Cemento     | Oliver Marach   | Bob Bryan Mike Bryan             | 3-6, 7-6(7), [13-11] |
| 3. | 6 gennaio 2017   | Qatar Open, Doha                  | Cemento     | Jérémy Chardy   | Vasek Pospisil Radek Štěpánek    | 6-4, 7-6(3)          |
| 4. | 24 febbraio 2019 | Open 13, Marsiglia                | Cemento (i) | Jérémy Chardy   | Ben McLachlan Matwé Middelkoop   | 6-3, 6(4)-7, [10-3]  |
| 5. | 5 maggio 2019    | Estoril Open, Cascais             | Terra rossa | Jérémy Chardy   | Luke Bambridge Jonny O'Mara      | 7-5, 7-6(3)          |
| 6. | 18 gennaio 2020  | Adelaide International, Adelaide  | Cemento     | Máximo González | Ivan Dodig Filip Polášek         | 7-6(12), 6-3         |
| 7. | 24 ottobre 2021  | European Open, Anversa            | Cemento (i) | Nicolas Mahut   | Wesley Koolhof Jean-Julien Rojer | 6-0, 6-1             |
| 8. | 4 marzo 2023     | Dubai Tennis Championships, Dubai | Cemento     | Maxime Cressy   | Lloyd Glasspool Harri Heliövaara | 7-6(5), 6-2          |

#### Finali perse (14)
| Legenda              |
| Grande Slam (1)      |
| ATP Finals (0)       |
| ATP Masters 1000 (1) |
| ATP Tour 500 (3)     |
| ATP Tour 250 (9)     |

| N.  | Data              | Torneo                                       | Superficie  | Compagno               | Avversari in finale                      | Punteggio           |
| 1.  | 8 febbraio 2015   | Zagreb Indoors, Zagabria                     | Cemento (i) | Purav Raja             | Marin Draganja Henri Kontinen            | 4-6, 4-6            |
| 2.  | 12 giugno 2016    | Stuttgart Open, Stoccarda                    | Erba        | Oliver Marach          | Marcus Daniell Artem Sitak               | 7-6(4), 4-6, [8-10] |
| 3.  | 2 ottobre 2016    | Shenzhen Open, Shenzhen                      | Cemento     | Oliver Marach          | Fabio Fognini Robert Lindstedt           | 6(4)-7, 3-6         |
| 4.  | 30 ottobre 2016   | Vienna Open, Vienna                          | Cemento (i) | Oliver Marach          | Łukasz Kubot Marcelo Melo                | 6-4, 3-6, [11-13]   |
| 5.  | 12 febbraio 2017  | Open Sud de France, Montpellier              | Cemento (i) | Daniel Nestor          | Alexander Zverev Miša Zverev             | 4-6, 7-6(3), [7-10] |
| 6.  | 7 maggio 2017     | Internazionali di Baviera, Monaco di Baviera | Terra rossa | Jérémy Chardy          | Juan Sebastián Cabal Robert Farah        | 3-6, 3-6            |
| 7.  | 29 ottobre 2017   | Swiss Indoors, Basilea                       | Cemento (i) | Édouard Roger-Vasselin | Ivan Dodig Marcel Granollers             | 5-7, 6(6)-7         |
| 8.  | 8 giugno 2019     | Open di Francia, Parigi                      | Terra rossa | Jérémy Chardy          | Kevin Krawietz Andreas Mies              | 2-6, 6(3)-7         |
| 9.  | 29 settembre 2019 | Chengdu Open, Chengdu                        | Cemento     | Jonathan Erlich        | Nikola Ćaćić Dušan Lajović               | 6(9)-7, 6-3, [3-10] |
| 10. | 19 settembre 2020 | Internazionali d'Italia, Roma                | Terra rossa | Jérémy Chardy          | Marcel Granollers Horacio Zeballos       | 4-6, 7-5, [8-10]    |
| 11. | 7 febbraio 2021   | Murray River Open, Melbourne                 | Cemento     | Jérémy Chardy          | Nikola Mektić Mate Pavić                 | 6(2)–7, 3–6         |
| 12. | 9 ottobre 2022    | Astana Open, Nur-Sultan                      | Cemento (i) | Adrian Mannarino       | Nikola Mektić Mate Pavić                 | 4–6, 2–6            |
| 13. | 25 febbraio 2023  | Open 13, Marsiglia                           | Cemento (i) | Nicolas Mahut          | Santiago González Édouard Roger-Vasselin | 6–4, 6(4)–7, [7–10] |
| 14. | 21 luglio 2024    | Swiss Open Gstaad, Gstaad                    | Terra rossa | Ugo Humbert            | Yuki Bhambri Albano Olivetti             | 6–3, 3–6, [6–10]    |

## Risultati in progressione
| Sigla | Risultato               |
| ----- | ----------------------- |
| V     | Vincitore               |
| F     | Finalista               |
| SF    | Semifinalista           |
| O     | Oro olimpico            |
| A     | Argento olimpico        |
| SF    | Bronzo olimpico         |
| QF    | Quarti di Finale        |
| 4T    | Quarto turno            |
| 3T    | Terzo turno             |
| 2T    | Secondo turno           |
| 1T    | Primo turno             |
| RR    | Round Robin             |
| LQ    | Turno di qualificazione |
| A     | Assente                 |
| ND    | Non disputato           |

| Legenda superfici    |
| -------------------- |
| Cemento              |
| Terra battuta        |
| Erba                 |
| Superficie variabile |

### Doppio
| Tornei Grande Slam         |               |               |               |     |               |               |               |               |     |               |               |       |
| Australian Open, Melbourne | A             | A             | A             | 2T  | 2T            | 3T            | 2T            | 2T            | 1T  | 1T            | SF            | 9–8   |
| Roland Garros, Parigi      | 1T            | 1T            | A             | 2T  | 1T            | 1T            | F             | 3T            | 2T  | 2T            | 1T            | 10–10 |
| Wimbledon, Londra          | A             | A             | 1T            | 3T  | 2T            | 1T            | 2T            | ND            | 3T  | 2T            | 2T            | 8–8   |
| US Open, New York          | A             | A             | 2T            | 2T  | 3T            | 3T            | 3T            | 1T            | 2T  | 1T            |               | 9–8   |
| Vittorie–Sconfitte         | 0–1           | 0–1           | 1–2           | 5–4 | 4–4           | 3–4           | 9–4           | 3–3           | 4–4 | 2–4           | 5–3           | 36–34 |
| Giochi Olimpici            |               |               |               |     |               |               |               |               |     |               |               |       |
| Giochi Olimpici            | Non disputati | Non disputati | Non disputati | A   | Non disputati | Non disputati | Non disputati | Non disputati | A   | Non disputati | Non disputati | 0–0   |
| Vittorie–Sconfitte         | Non disputati | Non disputati | Non disputati | 0–0 | Non disputati | Non disputati | Non disputati | Non disputati | 0–0 | Non disputati | Non disputati | 0–0   |

### Doppio misto
| Tornei Grande Slam         |               |               |               |     |               |               |               |               |     |               |               |       |
| Australian Open, Melbourne | A             | A             | A             | A   | 2T            | 1T            | A             | 1T            | 1T  | 1T            | A             | 1–5   |
| Roland Garros, Parigi      | A             | A             | A             | 2T  | 1T            | A             | 1T            | ND            | A   | 1T            | QF            | 3–5   |
| Wimbledon, Londra          | A             | A             | A             | 1T  | 2T            | 2T            | 2T            | ND            | 2T  | A             | 1T            | 2–5   |
| US Open, New York          | A             | A             | A             | 1T  | 2T            | A             | QF            | ND            | QF  | A             |               | 5–4   |
| Vittorie–Sconfitte         | 0–0           | 0–0           | 0–0           | 1–3 | 3–4           | 1–2           | 2–3           | 0–1           | 2–3 | 0–2           | 2–2           | 11–19 |
| Giochi Olimpici            |               |               |               |     |               |               |               |               |     |               |               |       |
| Giochi Olimpici            | Non disputati | Non disputati | Non disputati | A   | Non disputati | Non disputati | Non disputati | Non disputati | A   | Non disputati | Non disputati | 0–0   |
| Vittorie–Sconfitte         | Non disputati | Non disputati | Non disputati | 0–0 | Non disputati | Non disputati | Non disputati | Non disputati | 0–0 | Non disputati | Non disputati | 0–0   |